# Edit Kovács (nadadora)
Edit Kovács (Budapest, 15 de julio de 1951) es una deportista húngara que compitió en natación. Ganó una medalla de plata en el Campeonato Europeo de Natación de 1970, en la prueba de 4 × 100 m libre.

## Palmarés internacional
| Campeonato Europeo | Campeonato Europeo | Campeonato Europeo | Campeonato Europeo |
| Año                | Lugar              | Medalla            | Prueba             |
| ------------------ | ------------------ | ------------------ | ------------------ |
| 1970               | Barcelona (España) | Medalla de plata   | 4 × 100 m libre    |